# C'est quoi, ce petit boulot ?
 (août 2012).
Si vous disposez d'ouvrages ou d'articles de référence ou si vous connaissez des sites web de qualité traitant du thème abordé ici, merci de compléter l'article en donnant les références utiles à sa vérifiabilité et en les liant à la section « Notes et références ».
C'est quoi, ce petit boulot ? est un roman écrit par Nicole de Buron publié en 1988.

## Résumé
Malgré ses très mauvais résultats, Joséphine veut avoir le bac. Elle l'a au rattrapage et annonce qu'elle va faire, avec Yann, le tour du monde en bateau qu'ils achèteront en faisant des petits boulots. L'été, ils vont vendre des frites en Bretagne. En septembre, elle rentre chez ses parents et remplace la concierge. Elle va ensuite faire les vendanges, puis un tas de petits boulots. Elle a son permis et sa mère lui abandonne sa 2 CV. Elle vend toutes les choses inutiles de ses parents. Elle quitte Yann et annonce son mariage avec un marquis bourguignon. De son côté, le mari de Justine perd son emploi après que cette dernière ait agressé sa patronne qui lui faisait des avances. Commencent alors des jours difficiles, qui se transforment en véritable crise conjugale lorsqu'il retrouve finalement un poste dans l'entreprise de sa mère. Les deux époux divorcent, après avoir fait un troisième enfant.

## Adaptation
- Série TV (4 fois 90 minutes) conçue par Nicole de Buron pour Antenne 2, réalisée par Gian Luigi Polidoro et Michel Berny, 1990[1].